# Stanisław Radziszowski
Stanisław Radziszowski (ur. 7 czerwca 1953 w Gdańsku) – od 1985 roku jest  profesorem informatyki na  Politechnice w Rochester w Stanach Zjednoczonych.  
Profesor Radziszowski jest autorytetem w dziedzinie liczb Ramseya, jego artykuł Small Ramsey Numbers publikowany w Electronic Journal of Combinatorics jest podstawową bazą danych tej teorii.
W 1995 wraz z Brendanem McKay wyznaczył liczbę R(4,5), co jest uważane za jego najbardziej spektakularny sukces.

## Życiorys
Profesor Radziszowski urodził się w Gdańsku, stopień doktora uzyskał na Uniwersytecie Warszawskim, pracował również na Narodowym Uniwersytecie Autonomicznym Meksyku.